# Seriana mirabilis
Seriana mirabilis är en insektsart som beskrevs av Irena Dworakowska 1981. Seriana mirabilis ingår i släktet Seriana och familjen dvärgstritar. Inga underarter finns listade i Catalogue of Life.